# Ernst von Braun (General)
Lebrecht Johann Ernst Braun, seit 1871 von Braun (* 22. November 1816 in Koblenz; † 13. Februar 1891 in Berlin) war ein preußischer Generalleutnant und Inspekteur der 1. Ingenieur-Inspektion.

## Leben

### Herkunft
Ernst war ein Sohn des preußischen Generalmajors Johann Braun (1771–1835) und dessen zweiter Ehefrau Marie, geborene Michelsen (1784–1833).

### Militärkarriere
Nach dem Besuch des Friedrich-Wilhelms-Gymnasiums in Berlin trat Braun am 1. April 1834 als Pionier in die 1. Kompanie der Garde-Pionier-Abteilung der Preußischen Armee ein. Zur weiteren Ausbildung absolvierte er ab Oktober 1834 für ein Jahr die Vereinigte Artillerie- und Ingenieurschule und wurde er am 22. September 1835 Portepeefähnrich. Unter Beförderung zum Sekondeleutnant wurde Braun am 29. September 1836 der 1. Ingenieur-Inspektion aggregiert, kehrte Anfang Oktober 1837 zur Garde-Pionier-Abteilung zurück und wurde am 3. Juni 1841 einrangiert. Am 15. Mai 1843 stieg er zum Adjutant der Abteilung auf, war ab Juli 1845 zur Fortifikation in Posen kommandiert und avancierte Ende Dezember 1848 zum Premierleutnant. Mit seiner Beförderung zum Hauptmann erfolgte am 3. April 1854 die Ernennung zum Kommandeur der 2. Kompanie seiner Abteilung. Zugleich fungierte Braun ab Ende Mai 1856 auch als Mitglied der Prüfungskommission für Hauptleute II. Klasse und Premierleutnants des Ingenieurkorps. Am 27. Juni 1857 wurde Braun zum Kommandeur der 6. Pionier-Abteilung in Neisse ernannt und übernahm am 1. Juli 1860 mit der Beförderung zum Major das Rheinische Pionier-Bataillon Nr. 8 in Koblenz. Daran schloss sich am 8. Februar 1861 eine Verwendung als Kommandeur des Garde-Pionier-Bataillons an. In dieser Eigenschaft wurde Braun Ende Dezember 1862 mit dem Kronen-Orden IV. Klasse sowie Mitte Juni 1864 mit dem Sankt-Stanislaus-Orden II. Klasse ausgezeichnet und am 18. Juni 1865 zum Oberstleutnant befördert.
Im Krieg gegen Österreich führte Braun sein Bataillon 1866 in den Gefechten bei Burkersdorf sowie Königinhof. Nach Kriegsende für sein Wirken mit dem Roten Adlerorden IV. Klasse mit Schwertern ausgezeichnet, erhielt er am 31. Dezember 1866 den Charakter als Oberst. Unter Verleihung eines Patents zu seinem Dienstgrad vom 20. Oktober 1866 wurde Braun am 17. Mai 1867 zum Inspekteur der 1. Pionier-Inspektion in Berlin ernannt. Mitte Oktober 1867 wurde er mit dem Osmanje-Orden III. Klasse ausgezeichnet.
Bei der Mobilmachung anlässlich des Krieges gegen Frankreich war Braun 1870 zunächst 1. Ingenieuroffizier beim Oberkommando über die Truppen im Bereich des I., II., IX. und X. Armee-Korps. Er nahm an den Einschließungen und Belagerungen von Metz und Toul teil. Bei der Belagerung von Soisson war er 1. Ingenieuroffizier beim XIII. (Königlich Württembergisches) Armee-Korps. Ausgezeichnet mit dem Eisernen Kreuz und dem Mecklenburgischen Militärverdienstkreuz II. Klasse trat Braun nach seiner Demobilisierung am 25. April 1871 in seine Friedensstellung zurück und wurde am 16. Juni 1871 durch Kaiser Wilhelm I. in den preußischen Adelsstand erhoben.
Nachdem man ihn am 7. Juli 1871 dem Ingenieurkomitee zugeteilt hatte, erhielt Braun Mitte August 1871 den Charakter als Generalmajor und wurde am 12. Oktober 1872 unter Verleihung eines Patens zu seinem Dienstgrad vom 18. August 1871 zum Inspekteur der 1. Ingenieur-Inspektion ernannt. Zugleich übertrug man ihm am 11. Februar 1873 auch die Geschäfte als Vorsitzender der Prüfungskommission des Ingenieurkorps. Er avancierte am 21. November 1877 zum Generalleutnant und erhielt anlässlich des Ordensfestes im Januar 1878 den Stern zum Roten Adlerorden II. Klasse mit Eichenlaub und Schwertern am Ringe. In Genehmigung seines Abschiedsgesuches wurde Braun am 13. April 1878 mit Pension zur Disposition gestellt. Er starb am 13. Februar 1891 unverheiratet in Berlin und wurde am 24. Februar 1891 zur Beisetzung nach Gotha überführt.